# Pokolj u Lovreću 22. srpnja 1943.
Pokolj u Lovreću 22. srpnja 1943. je bio pokolj kojeg su počinili pripadnici nekoliko stotina Talijana iz divizije "Bergamo", skupa sa stotinjak kninskih četnika popa Đujića, te oko stotinu (pretežito vojvođanskih) Nijemaca, s kojima su bili i vojvođanski Srbi (SS-ova folksdojčerska divizija Princ Eugen). 
U tom strašnom pokolju, ubijeno je pedesetak civila (nekoliko iz susjednih sela) i 60 partizana (Mosorski partizanski odred). Od toga, su četnici, fašisti i SS-ovci spalili civile u kući Mate Frankića, i to njih 22. Neki su iskočili iz goreće kuće, pokušavši se spasiti, ali su zločinci opet ih bacali u zapaljenu kuću.
Pokolj su četnici, SS-ovci i talijanski fašisti izveli nad Hrvatima kod Pere Olujića kuće, kod braće Olujić te pred kućom Marinkice Petričevića.
Zgrada u kojoj se dogodio ovaj zločin naziva se Kuća spaljenih.

## Vanjske poveznice
- Zaboravljene hrvatske žrtve fašizma